# Traci Bingham
Traci Bingham (13 gennaio 1968) è un'attrice e modella statunitense. È nota principalmente per aver interpretato il ruolo di Jordan Tate in diciassette episodi della serie televisiva Baywatch.

## Carriera
Traci Bingham nasce a Cambridge, nel Massachusetts, il 13 gennaio 1968, figlia di Lafayette Bingham, un tecnico aeronautico statunitense di origini native americane ed italiane, e di Betty Bingham, una bibliotecaria afro-americana.
La Bingham debuttò come attrice nel 1994, interpretando un episodio della serie televisiva Willy, il principe di Bel-Air. Nel 1995 ebbe un piccolo ruolo nell'horror Tales from the Crypt: Demon Knight, diretto da Ernest Dickerson, quindi dal 1996 al 1998 fu nel cast di Baywatch, interpretando il ruolo di Jordan Tate. In seguito apparve in altre serie televisive e posò più volte per la celebre rivista Playboy.
È vegetariana e ha posato per la campagna "All animals have the same parts—have a heart, go vegetarian" della PETA.

## Filmografia

### Cinema
- Il cavaliere del male (Tales from the Crypt: Demon Knight), regia di Gilbert Adler e Ernest R. Dickerson (1995)
- Beach Movie, regia di John Quinn (1998)
- Foolish, regia di Dave Meyers (1999)
- The Private Public, regia di Dana Altman (2001)
- Hanging in Hedo regia di Gregg Cannizzaro (2008)

### Televisione
- Willy, il principe di Bel-Air (The Fresh Prince of Bel-Air) - serie TV, episodio 5x03 (1994)
- Dream On - serie TV, episodio 6x13 (1995)
- Sposati... con figli (Married with Children) - serie TV, episodio 10x18 (1996)
- Head Over Heels - serie TV, episodio 1x04 (1997)
- Baywatch - serie TV, 44 episodi (1996-1998)
- Sin City Spectacular - serie TV, episodio 1x15 (1998)
- Exploring the Fantasy - serie TV (1999)
- D.R.E.A.M. Team - film TV (1999)
- The Dream Team - serie TV, 5 episodi (1999)
- The Jamie Foxx Show - serie TV, episodio 4x10 (1999)
- Malcolm & Eddie - serie TV, episodio 4x15 (2000)
- Strepitose Parker (The Parkers) (serie TV, 1 episodio) (2000)
- Strip Mall (serie TV, 1 episodio) (2000)
- Black Scorpion - serie TV, episodio 1x11 (2001)
- Rendez-View - serie TV, 1 episodio (2001)
- BattleBots - serie TV, 1 episodio (2001)
- Rock Me, Baby - serie TV, episodio 1x07 (2003)
- La famiglia Proud (The Proud Family) - serie TV animata, episodio 3x06 (voce) (2003)
- Girlfriends - serie TV, episodio 4x20 (2004)
- Reno 911!  - serie TV, episodio 2x16 (2004)
- Celebrity Paranormal Project - serie TV, 8 episodi (2006)

## Doppiatrici italiane
- Laura Boccanera in Baywatch